# 沖縄社会党
沖縄社会党（おきなわしゃかいとう）は、アメリカ施政権下の沖縄において存在した政党。第一次沖縄社会党と第二次沖縄社会党の2つが存在したが、相互に関連性はない。

## 第一次沖縄社会党
1947年9月10日、大宜味朝徳により美里村で設立された。一方、同年10月13日、兼島信栄により琉球社会党が設立され、両者は10月20日に合併し、社会党となった。同党はアメリカ信託統治による沖縄独立を主張したが、大宜味のワンマン体制であったため大衆から理解が得られず、1952年3月2日の第1回立法院議員総選挙で敗北し、同年4月7日解散した。

## 第二次沖縄社会党
1958年2月、同年1月の那覇市長選挙で当選した兼次佐一の他、浦崎康華・宮良寛才など沖縄社会大衆党を脱党したメンバーを中心に結成された。綱領で「広く世界の社会主義者と提携し、世界の社会主義の前進と確立に貢献する」と明記し、結成当初から階級政党・社会主義政党としての立場を鮮明にしていた他、本土の日本社会党の「地方支部」としての性格を明らかにしていた。
結成から4年後の1962年2月、日本社会党沖縄県本部（現・社会民主党沖縄県連合）へと移行した。なお、1970年に沖縄自由民主党が本土の自由民主党に合流するまで、本土の主要政党で沖縄の選挙に参加していたのは社会党のみであった。
| 選挙  | 年月日         | 得票数 | 得票率 | 議席数 |
| ----- | -------------- | ------ | ------ | ------ |
| 第6回 | 1962年10月24日 | 9,981  | 2.65%  | 0      |

出典：表「党派別当選者数および得票数」、沖縄タイムス編集『沖縄年鑑』1969（昭和44年）復刻版、466頁